# Mistrovství světa v házené mužů o 11 hráčích 1966
7. mistrovství světa  v házené o jedenácti hráčích proběhlo ve dnech 25. června – 3. července v Rakousku.
Mistrovství se zúčastnilo šest mužstev. Hrálo se v jedné skupině systémem každý s každým. O titulu rozhodlo celkové skóre SRN +51, NDR +41. Pro stále klesající zájem o účast bylo rozhodnuto, že se mistrovství světa o jedenácti hráčích v budoucnu již nebude pořádat.

## Výsledky a tabulka
|    |            | GER   | GDR   | AUT   | POL   | SUI   | NED   | V | R | P | Skóre  | B |
| 1. | SRN        | ***   | 15:15 | 17:15 | 26:4  | 18:12 | 28:7  | 4 | 1 | 0 | 104:53 | 9 |
| 2. | NDR        | 15:15 | ***   | 24:8  | 15:9  | 13:8  | 23:9  | 4 | 1 | 0 | 90:49  | 9 |
| 3. | Rakousko   | 14:17 | 8:24  | ***   | 19:15 | 17:15 | 12:5  | 3 | 0 | 2 | 71:76  | 6 |
| 4. | Polsko     | 4:26  | 9:15  | 15:19 | ***   | 15:13 | 14:12 | 2 | 0 | 3 | 57:85  | 4 |
| 5. | Švýcarsko  | 12:18 | 8:13  | 15:17 | 13:15 | ***   | 20:13 | 1 | 0 | 4 | 6á:76  | 2 |
| 6. | Nizozemsko | 7:28  | 9:23  | 5:12  | 12:14 | 13:20 | ***   | 0 | 0 | 5 | 46:97  | 0 |

## Soupiska[1]
1.  SRN
| - Gerhard Biefang - Diethard Finkelmann - Peter Hattig - Erwin Heuer - Josef Karrer - Rudolf Kirsch | - Werner Knecht - Erich Kolb - Herbert Lübking - Bernd Munck - Karl Öhlschläger | - Erwin Porzner - Herbert Schmidt - Volker Schneller - Günther Wriedt - Max Zwierkowski |

Trenér: Werner Vick
2.  NDR
| - Klaus Prüsse - Herbert Liedtke - Dieter Bernhard - Rudi Hirsch - Siegfried Warm - Klaus Langhoff | - Rainer Ganschow - Paul Tiedemann - Klaus Müller - Werner Senger - Dieter Wöhler | - Rainer Zimmermann - Klaus Petzold - Karl-Heinz Rost - Klaus Weiß - Günter Zeitler |

3.  Rakousko
| - Siegfried Tuscher - Kurt Fadenberger - Manfred Goll - Eduard Böhm - Roman Kerschbaum - Christian Patzer | - Franz Halbmayer - Harald Dittert - Ludwig Sabitzer - Kurt Grasinger - Hartwig Schreiber | - Alois Frauenberger - Peter Pauer - Josef Steffelbauer - Hans Ullreich - Martin Wesinger |